# Kościół św. Bartłomieja w Mogilanach
Kościół pw. św. Bartłomieja w Mogilanach – kościół znajdujący się w powiecie krakowskim, w gminie Mogilany, w Mogilanach.
Kościół należy do Parafii św. Bartłomieja Apostoła w Mogilanach.
Budynek wpisany do rejestru zabytków nieruchomych województwa małopolskiego.

## Historia
W 1604 roku ówczesny właściciel Mogilan, Mikołaj Borek z Trzcińca, rozpoczął budowę świątyni murowanej, krytej gontem, którą konsekrował sufragan krakowski Paweł Dąbski w 1608 roku. Obiekt sakralny z XVII w., rozbudowany w 1929 roku według projektu architekta Franciszka Mączyńskiego, (kościół XVII-wieczny stał się wtedy nawą główną, wybudowano nowe prezbiterium wraz z transeptem), oraz przebudowany w 1975 roku według projektu architekt Wandy Łopatowej .
Wcześniejszy kościół, Mogilany zawdzięczają oo. cystersom ze Szczyrzyca – pierwszą wzmiankę o tej świątyni zamieścił Jan Długosz w Liber beneficiorum dioecesis Cracoviensis. Był to kościół drewniany, wybudowany przed 1440 r., który przetrwał do początku XVII w. (prawdopodobnie spłonął) – jedyne, co po nim pozostało to późnogotycka rzeźba Chrystusa Zmartwychwstałego, odnaleziona na strychu w 1965 roku.

## Architektura
Obiekt murowany, orientowany, jednonawowy z transeptem, prezbiterium zamknięte półkoliście.
Po północnej stronie korpusu znajduje się kwadratowa kopułowa kaplica grobowa Jordanów, pw. św. Mikołaja Biskupa.
Kaplica wybudowana przed 1663 rokiem, przykryta kopułą z latarnią, kryta gontem . Klacysystyczna kruchta pochodzi z 1. poł. XIX wieku, zdobiące ją rokokowe putta i wazony z 2. połowy XVIII pochodzą z pobliskiego dworu.

## Wystrój i wyposażenie
Wystrój obecnego wnętrza późnobarokowy i rokokowy.
- późnobarokowy ołtarz główny (dawniej boczny) w kształcie serca, będący unikatem w skali europejskiej. Ołtarz zawiera pochodzące z dawnego ołtarza głównego późnogotyckie figury Matki Boskiej Bolesnej oraz św. Jana;
- kamienna chrzcielnica z ok. 1610 roku;
- późnobarokowa ambona z drugiego ćwierćwiecza XVIII wieku;
- polichromia w kopule kaplicy grobowej z 1882 roku;
- dwie osiemnastowieczne rzeźby św. Jana Kantego, oraz św. Kazimierza królewicza[2] .

## Dzwonnica
Przy kościele znajduje się wolnostojąca neogotycka dzwonnica z trzema dzwonami, wybudowana w 1850 roku na trójbocznym rzucie. Najstarszy dzwon wisi w zachodniej wieżyczce kościoła . Ufundował go Mikołaj Borek w 1617 roku – na dzwonie tym umieszczono napis: opus Francisci Legustini MDCXVII Zacharias Plebanus Mogilansis.